# Paraphanocles
Paraphanocles is een geslacht van Phasmatodea uit de familie Diapheromeridae. De wetenschappelijke naam van dit geslacht is voor het eerst geldig gepubliceerd in 2001 door Zompro.

## Soorten
Het geslacht Paraphanocles is monotypisch en omvat slechts de volgende soort:
- Paraphanocles keratosqueleton (Olivier, 1792)